# Бортная
Бортная — река в России, протекает в Городском округе Семёновский Нижегородской области. Устье реки находится в 17 км по правому берегу реки Южный Козленец. Длина реки составляет 12 км.
Исток реки у деревни Малиновка в 18 км к северо-востоку от города Семёнов. Река течёт на северо-восток, протекает деревни Бутаки, Полом, Анниковка. Впадает в Южный Козленец у села Перелаз.

## Данные водного реестра
По данным государственного водного реестра России, относится к Верхневолжскому бассейновому округу, водохозяйственный участок реки — Волга от устья реки Ока до Чебоксарского гидроузла (Чебоксарское водохранилище), без рек Сура и Ветлуга, речной подбассейн реки — Волга от впадения Оки до Куйбышевского водохранилища (без бассейна Суры). Речной бассейн реки — Верхняя Волга до Куйбышевского водохранилища (без бассейна Оки).
По данным геоинформационной системы водохозяйственного районирования территории РФ, подготовленной Федеральным агентством водных ресурсов:
- Код водного объекта в государственном водном реестре — 08010400312110000034639
- Код по гидрологической изученности (ГИ) — 110003463
- Код бассейна — 08.01.04.003
- Номер тома по ГИ — 10
- Выпуск по ГИ — 0